# Gamla Moskvautgåvan av kyrkslaviskan

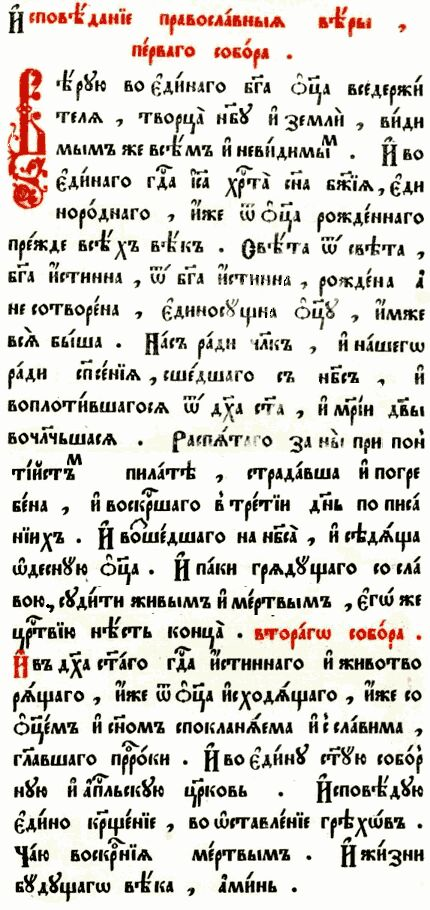
Nicaenska trosbekännelsen på den Gamla Moskvautgåvan

Gamla Moskvautgåvan av kyrkslaviskan (Старомосковскїй изводъ церковнославѧнского ѧ҆зы́ка; modern ryska: Старомосковский извод церковнославянского языка) är en utgåva av det liturgiska språket kyrkslaviska och som används av de gammaltroende.
De gammaltroende splittrades från den Rysk-ortodoxa kyrkan under 1600-talet (se raskol), då kyrkans dåvarande patriark Nikon ville anpassa liturgierna till grekisk-ortodoxa liturger, något som de gammaltroende vägrade att acceptera.

## Historik
Den Gamla Moskvautgåvan skapades på grundval av den Fornryska utgåvan av kyrkslaviskan.
Under 1600-talet ersatte den Rysk-ortodoxa kyrkan den Gamla Moskvautgåvan med den Synodala varianten, under patriark Nikons boklag (eller Knizhnaja).